# Ancylorhynchus rufocinctus
Ancylorhynchus rufocinctus är en tvåvingeart som först beskrevs av Seguy 1930.  Ancylorhynchus rufocinctus ingår i släktet Ancylorhynchus och familjen rovflugor. Inga underarter finns listade i Catalogue of Life.